# Elidiptera callosa
Elidiptera callosa är en insektsart som beskrevs av Maximilian Spinola 1839. Elidiptera callosa ingår i släktet Elidiptera och familjen vedstritar. Inga underarter finns listade i Catalogue of Life.